# Amicizia (album)
Amicizia è un album del cantautore italiano Herbert Pagani, pubblicato dall'etichetta discografica Mama nel 1969.
I testi dei brani sono dello stesso interprete, le musiche di vari altri autori quali Guido Lombardi, Alberto Anelli, Jacques Brel.
Gli arrangiamenti sono di Gianni Marchetti, l'orchestra è diretta da Stelvio Cipriani.
Albergo a ore è la cover con testo in italiano del brano Les amants d'un jour, portato al successo da Édith Piaf.

## Tracce

### Lato A
1. Concerto al mattino
2. Lombardia
3. Canta
4. Albergo a ore
5. L'amicizia

### Lato B
1. Presa di coscienza
2. Gli emigranti
3. La terra lavorata
4. La bella gente
5. La vita dell'uomo